# Remington 11-87

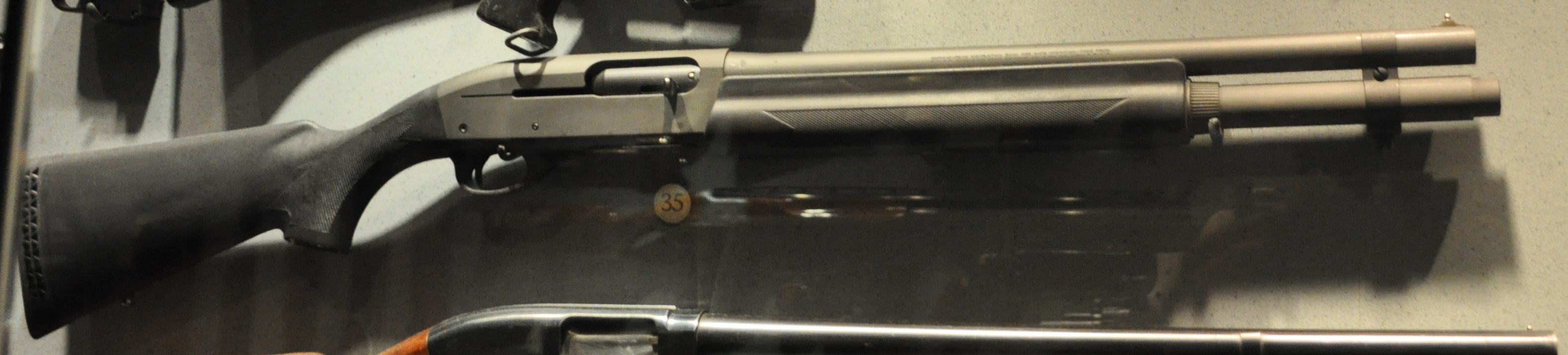
Le Remington 11-87 en version Police (canon de 51 cm et magasin de 7 coups).

 Le fusil de chasse semi-automatique Remington 11-87 est en production depuis 1987. Il en existe une version Riotgun dite Remington 11-87 Police.

## Description
Produit par Remington Arms ( États-Unis), cette arme d'épaule fonctionne par emprunt des gaz. La visée est fixe ou réglable. La monture est en  noyer ou en polymère (finition noire ou camouflée).

## Données techniques
- Version chasse
  - Munition : calibre 12 (chambre de 76 ou 89 mm) ou calibre 20 (chambre de 76 mm)
  - Canon de : 66, 71 et 76 cm
  - Longueur de : 117, 122, 128 cm
  - Masse à vide de : 3,06 à 3,76 kg
  - Capacité : 5 cartouches (3 pour la France)
  - Variantes : 11-87 Premier, 11-87 Sportsman, 11-87 SP

- Version Police
  - Munition : calibre 12  (chambre de 76 mm)
  - Canon de : 46 cm (existe aussi avec des canons de 36 ou 51 cm)
  - Longueur de : 99 cm
  - Masse à vide de : 3,75  kg
  - Capacité : 5 cartouches (7 avec rallonge de magasin)

## Dans la culture populaire
Dans le film des frères Coen No Country For Old Men l'antagoniste Anton Chigurh utilise un Remington 11-87 équipé d'un modérateur de son pour accomplir ses méfaits.

## Source
- Catalogue 2006-2007 de l'importateur français de Remington.
- J.Huon, Encyclopédie de l'armement mondiale, tome 3, Grancher, 2012.
- A.E. HARTINK, The complete Encyclopedia of hunting rifles & shotguns, Rebo Publishers, 2006.
- A.E. HARTINK, The complete Encyclopedia of army automatic rifles, Rebo Publishers, 2004.